# Buethobius conjugans
Buethobius conjugans är en mångfotingart som beskrevs av Chamberlin 1911. Buethobius conjugans ingår i släktet Buethobius och familjen fåögonkrypare. Inga underarter finns listade i Catalogue of Life.